# Paliga damastesalis
Paliga damastesalis är en fjärilsart som beskrevs av Walker 1859. Paliga damastesalis ingår i släktet Paliga och familjen Crambidae. Inga underarter finns listade i Catalogue of Life.